# Rafael Fernández de Castro y Castro
Rafael Fernández de Castro y Castro (Regla, 1856-La Habana, 1920) fue un político y escritor cubano, diputado en las Cortes de la Restauración.

## Biografía
Nacido el 4 de octubre de 1856 en Regla, fue doctor en Derecho, Filosofía y Letras.  Estuvo casado con Amelia Blanco.

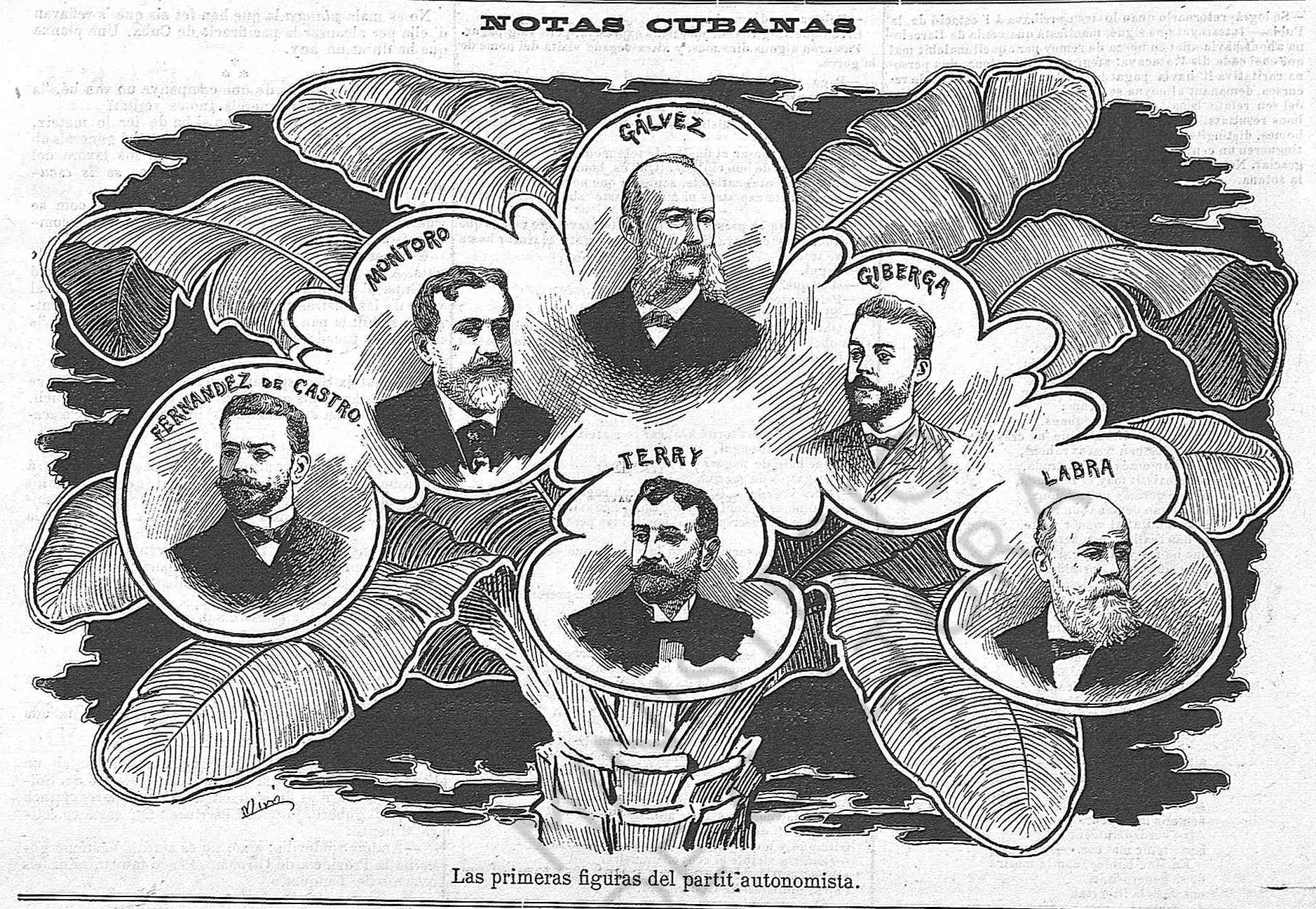
«Las primeras figuras del partit autonomista» (La Campana de Gracia, 11 de diciembre de 1897)

Perteneció al partido autonomista y fue diputado en las Cortes españolas por los distritos de Santa Clara y La Habana, además de gobernador civil de La Habana, presidente de la Liga Agraria y presidente del Ateneo.
Fernández de Castro, que colaboró en numerosas publicaciones periódicas y publicó varias obras, obtuvo varias condecoraciones de países extranjeros. Falleció el 14 de enero de 1920 en La Habana y fue enterrado en el cementerio de Colón.